# Норапат
Норапат (вірм. Նորապատ) — село в марзі Армавір, на заході Вірменії. Сьогодні село входить до складу міста Армавір.